# Laar & Berg
Laar & Berg is een school voor voortgezet onderwijs in Laren. De school werd in 1963 opgericht als dependance van het R.K. Lyceum te Hilversum (het latere Alberdingk Thijm College), en werd in 1968 zelfstandig. Laar & Berg heeft anno 2025 ongeveer 800 leerlingen.

## Geschiedenis
In de jaren ’50 van de 20e eeuw konden de twee scholen van de Stichting R.K. Lycea voor het Gooi, het Sint-Vituscollege in Bussum en het R.K. Lyceum in Hilversum (het latere Alberdingk Thijm College) de enorme groei van het aantal leerlingen niet meer verwerken. Zij lieten het gemeentebestuur van Laren, waar veel van hun leerlingen vandaan kwamen, weten dat zij zich genoodzaakt zagen een groot aantal kinderen niet meer tot het middelbare onderwijs toe te laten als er niet spoedig een derde school bij zou komen. De gemeente ging hiermee akkoord.
Op 5 september 1963 werd overeenstemming bereikt met de Berg-Stichting, een door de Joodse ondernemer Albert (Sally) Berg opgericht weeshuis voor Joodse kinderen, over de overname van het complex van de Berg-Stichting door het R.K. Lyceum. Omdat het hoofdgebouw van de Berg-Stichting en het naastgelegen gebouw De Villa nog in gebruik waren, werd in eerste instantie alleen lesgegeven in houten noodlokalen. 
De dependance kreeg op 1 augustus 1968 voor de Atheneum-afdeling zijn zelfstandigheid, waarmee Laar & Berg een zelfstandige school werd. De HAVO-afdeling volgde in 1971. In datzelfde jaar werden twee van de drie gebouwen op het terrein van de school gesloopt om plaats te maken voor de nieuwbouw die anno 2025 nog steeds in gebruik is. Alleen de in 1931 gebouwde voormalige directeurswoning aan het tegenwoordige adres Langsakker 2 bestaat anno 2025 nog, maar maakt geen deel meer uit van het schoolterrein.

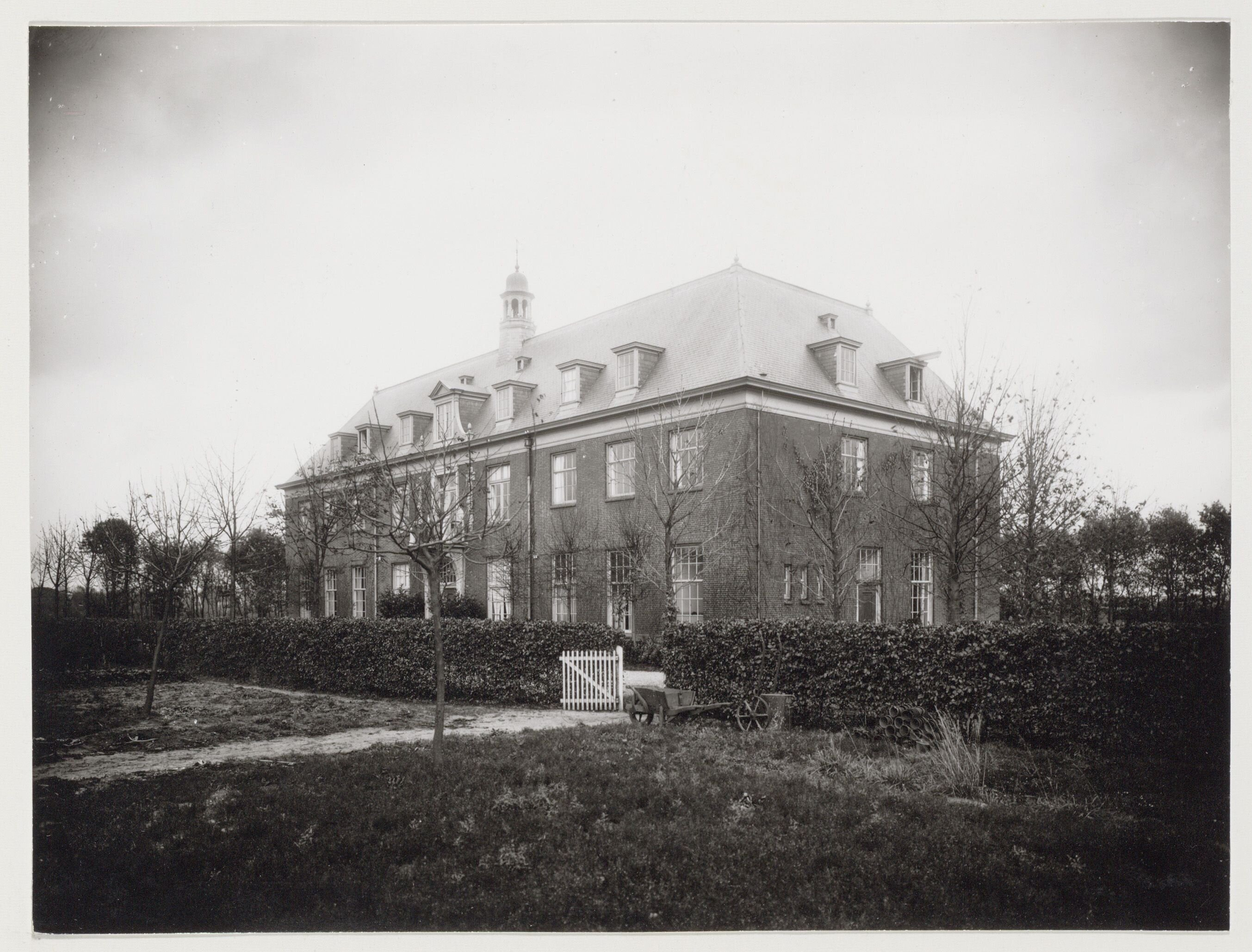
Het hoofdgebouw waarin Laar & Berg in haar beginjaren was gevestigd. Dit gebouw is in 1971 gesloopt om plaats te maken voor het huidige schoolgebouw. Foto uit 1918

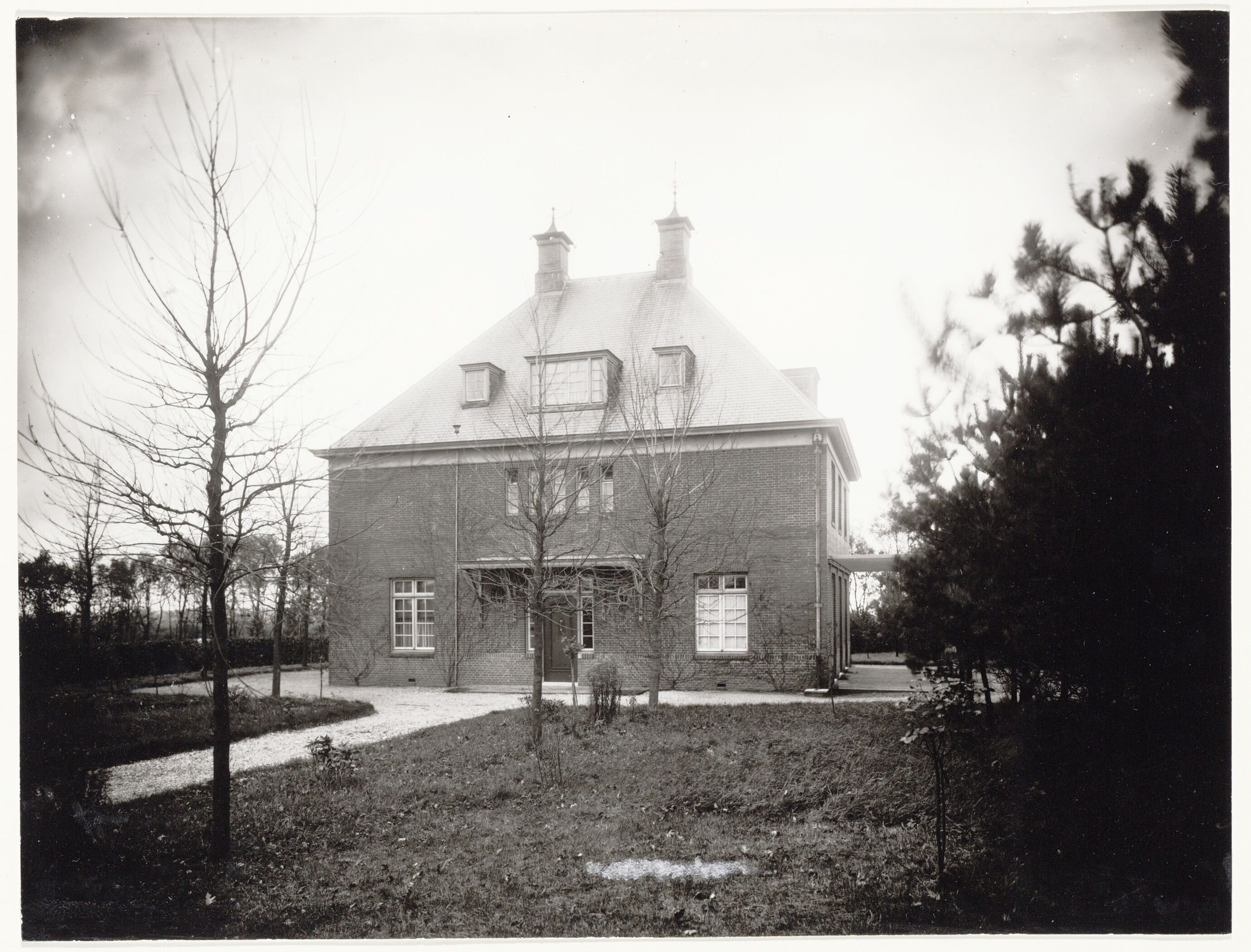
Ook het naast het hoofdgebouw gelegen gebouw 'De Villa' werd tot de sloop in 1971 gebruikt door Laar & Berg. Foto uit 1918

Op 17 december 1971 vond de bestuursoverdracht plaats van Stichting R.K. Lycea voor het Gooi naar Stichting Laar & Berg R.K. Scholengemeenschap voor VWO en HAVO. In hetzelfde jaar kreeg de school haar huidige naam Laar & Berg. Deze naam is bedacht door de toenmalige rector, de heer De Ridder. In de naam zijn gecombineerd laar (= open plek in bos) en Berg (van de Berg-Stichting).
In 1995 fuseerde Laar & Berg met het Hilversumse Alberdingk Thijm College en de eveneens in Hilversum gelegen school Groot Goylant. De bij die fusie opgerichte scholenkoepel kreeg de naam Katholiek Lyceum in het Gooi (KLG). Het KLG fuseerde in 2008 met Stichting Katholiek Onderwijs Gooi en Eemland, waarbij de scholenkoepel verderging onder de nieuwe naam Verenigde Scholen J.A. Alberdingk Thijm. Deze naam werd in 2016 verkort tot het huidige Alberdingk Thijm Scholen, waar Laar & Berg anno 2025 nog onderdeel van is.

### Internationalisering
In 1996 startte de school met het aanbieden van Versterkt Talen Onderwijs (VTO), gericht op versterking van de Engelse taalvaardigheid van leerlingen. Vanaf 2000 werd dit programma geïntensiveerd en omgedoopt tot Tweetalig Onderwijs (TTO). Sinds 2003 kunnen leerlingen van Laar & Berg een certificaat halen van het tweetalige Middle Years Programme (MYP) van de International Baccalaureate Organisation. In 2009 was Laar & Berg de eerste en enige Nederlandse, door de staat gesubsidieerde, school die is geaccrediteerd door de Council of International Schools (CIS). 
In 2018 is de International School Laren opgericht. Leerlingen van de International School Laren volgen het MYP-programma volledig in het Engels. Hoewel de International School Laren is gehuisvest in het schoolgebouw van Laar & Berg, is deze school formeel geen onderdeel van Laar & Berg, maar een andere school binnen scholenkoepel Alberdingk Thijm Scholen.

## Bekende oud-leerlingen
- Ferri Somogyi (1973), acteur en dj;
- Jada Borsato (2002), zangeres en actrice;
- Maartje Wortel (1982), schrijfster;
- Mick Makker (1993), roeier.